# Lycaena vespertilio
Lycaena vespertilio är en fjärilsart som beskrevs av Eugen Johann Christoph Esper. Lycaena vespertilio ingår i släktet Lycaena och familjen juvelvingar. Inga underarter finns listade i Catalogue of Life.